# カーポ・ディ・ポンテ
カーポ・ディ・ポンテ（伊: Capo di Ponte）は、イタリア共和国ロンバルディア州ブレシア県にある、人口約2,400人の基礎自治体（コムーネ）。
ヴァル・カモニカ（カモニカ渓谷）に位置する町。世界遺産「ヴァルカモニカの岩絵群」に登録された岩絵遺跡のいくつかが当地に所在する。

## 地理

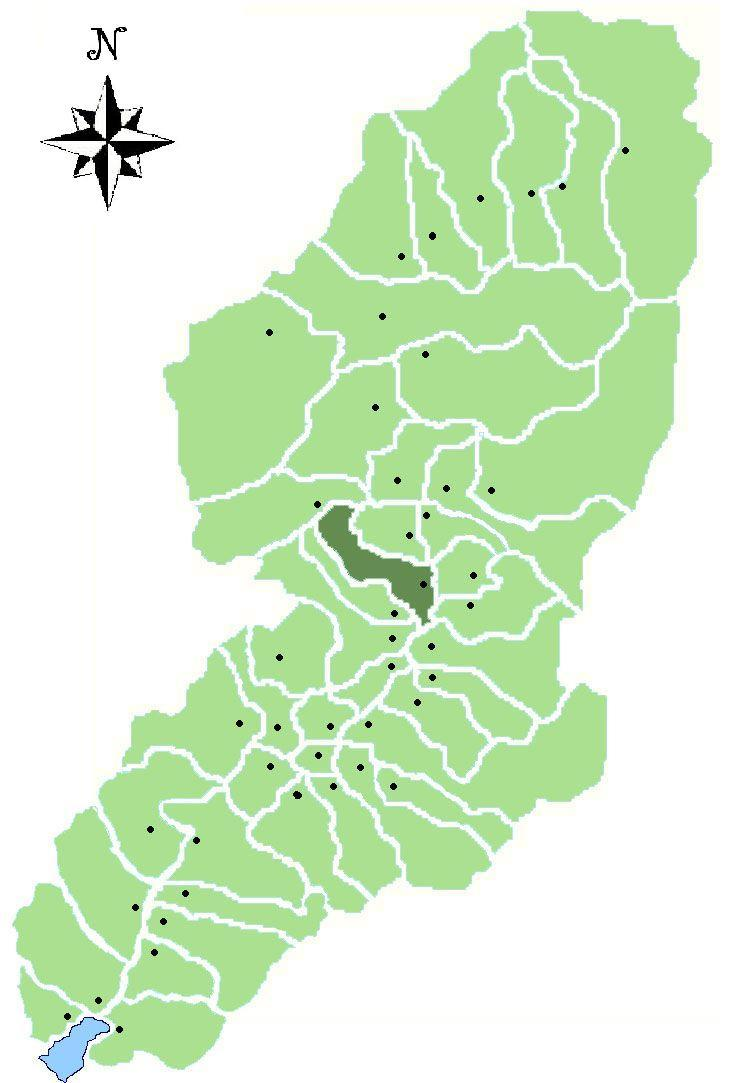
ヴァル・カモニカにおけるコムーネの領域

### 位置・広がり
ブレシア県北部に所在するコムーネで、ヴァル・カモニカの中では中部に位置する。ヴァル・カモニカの中心都市ダルフォ・ボアーリオ・テルメから北東へ21km、ソンドリオから東南東へ39km、県都ブレシアから北へ55km、州都ミラノから北東へ110kmの距離にある。

#### 隣接コムーネ
隣接するコムーネは以下の通り。
| - チェデーゴロ - チェート - チンベルゴ - オーノ・サン・ピエトロ - パイスコ・ロヴェーノ - パスパルド - セッレロ |

### 地震分類
イタリアの地震リスク階級 (it) では、3 に分類される
。

## 行政

### 分離集落
カーポ・ディ・ポンテには、以下の分離集落（フラツィオーネ）がある。
- Campivo, Cemmo, Gambarere, Pescarzo

### 山岳部共同体
広域行政組織である山岳部共同体「ヴァッレ・カモニカ山岳部共同体」 (it:Comunità montana di Valle Camonica) （事務所所在地: ブレーノ）を構成するコムーネの一つである。

## 文化・観光
世界遺産「ヴァルカモニカの岩絵群」を構成する物件のうち、以下3件が所在する。
- Parco nazionale delle incisioni rupestri di Naquane
- Parco archeologico nazionale dei Massi di Cemmo

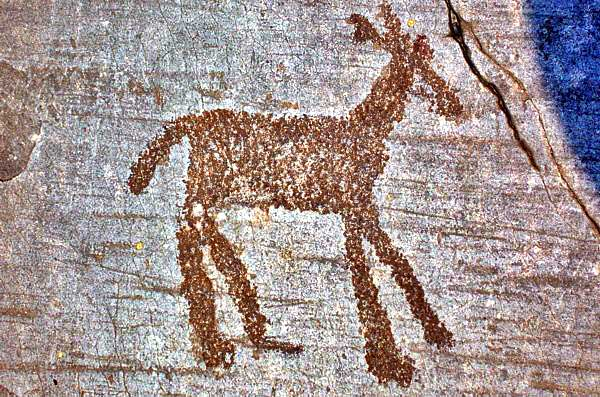
Incisione rupestre

- Parco archeologico comunale di Seradina-Bedolina